# Boletus fibrillosus
Boletus fibrillosus es una especie de hongo basidiomiceto del género Boletus. Se le encuentra en el oeste de América del Norte. Los cuerpos fructíferos se encuentran en bosques costeros mixtos en otoño.  El sombrero mide  17 cm de diámetro, y es de tono ante a marrón a marrón oscuro. Su carne es blanca a ante y no mancha al ser trozada.  El tallo es amarillo en su parte superior, el resto es marrón, y posee una textura reticulada.  El  holotipo fue recolectado en el condado de Mendocino, California.
Los análisis filogenéticos indican que B. fibrillosus es miembro del clado o se encuentra muy relacionado con B. pinophilus, B. regineus, B. rex-veris, B. subcaerulescens, y Gastroboletus subalpinus.